# Liste des matchs de l'équipe du Laos de football par adversaire
Cette liste présente les matchs de l'équipe du Laos de football par adversaire rencontré.

- Haut – A
- B
- C
- D
- E
- F
- G
- H
- I
- J
- K
- L
- M
- N
- O
- P
- Q
- R
- S
- T
- U
- V
- W
- X
- Y
- Z

## A

### Afghanistan
Confrontations entre l'Afghanistan et le Laos :
| Date        | Lieu      | Match            | Score | Compétition            |
| 6 mars 2013 | Vientiane | Laos-Afghanistan | 1-1   | AFC Challenge Cup 2014 |
| 24 mai 2014 | Addu      | Afghanistan-Laos | 0-0   | AFC Challenge Cup 2014 |

Bilan
- Total de matchs disputés : 2
- Victoires de l'équipe du Laos : 0
- Match nul : 2
- Victoires de l'équipe d'Afghanistan : 0

## B

### Brunei

#### Confrontations
Confrontations entre Brunei et le Laos :
|   | Date             | Lieu       | Match         | Score | Compétition                                      |
| - | ---------------- | ---------- | ------------- | ----- | ------------------------------------------------ |
| 1 | 7 juin 1993      | Singapour  | Brunei - Laos | 0-1   | Jeux d'Asie du Sud-Est de 1993 (gr. A)           |
| 2 | 8 décembre 1995  | Chiang Mai | Laos - Brunei | 3-0   | Jeux d'Asie du Sud-Est de 1995 (gr. B)           |
| 3 | 16 mars 1998     | Rangoun    | Laos - Brunei | 2-1   | Tiger Cup 1998 (qualifications)                  |
| 4 | 18 novembre 2006 | Bacolod    | Brunei - Laos | 1-4   | Championnat de l'ASEAN 2007 (tour préliminaire)  |
| 5 | 23 octobre 2008  | Phnom Penh | Laos - Brunei | 3-2   | AFF Suzuki Cup 2008 (tour préliminaire)          |
| 6 | 11 octobre 2012  | Rangoun    | Brunei - Laos | 1-3   | AFF Suzuki Cup 2012 (tour préliminaire)          |
| 7 | 14 octobre 2014  | Vientiane  | Brunei - Laos | 2-4   | AFF Suzuki Cup 2014 (tour préliminaire)          |
| 8 | 21 octobre 2016  | Phnom Penh | Laos - Brunei | 4-3   | AFF Suzuki Cup 2016 (tour préliminaire)          |
| 9 | 14 novembre 2016 | Kuching    | Laos - Brunei | 3-2   | AFC Solidarity Cup 2016 (match pour la 3e place) |

#### Bilan
Au 1er avril 2019 :
- Total de matchs disputés : 9
- Victoires de Brunei : 0
- Match nul : 0
- Victoires du Laos : 9
- Total de buts marqués par Brunei : 12
- Total de buts marqués par le Laos : 27

## C

### Cambodge
Confrontations entre le Laos et le Cambodge :
| Date             | Lieu                | Match           | Score    | Compétition                                               |
| 14 décembre 1971 | Kuala Lumpur        | Laos - Cambodge | 0-2      | Jeux de l'Asie du Sud-Est péninsulaire                    |
| 9 septembre 1996 | Singapour           | Laos - Cambodge | 1-0      | 1er tour (groupe A) du championnat de l'ASEAN de football |
| 11 novembre 2000 | Songkhla            | Laos - Cambodge | 0-3      | 1er tour (groupe B) du championnat de l'ASEAN de football |
| 11 décembre 2004 | Hanoï               | Cambodge - Laos | 1-2      | 1er tour (groupe A) du championnat de l'ASEAN de football |
| 14 novembre 2006 | Bacolod             | Laos - Cambodge | 2-2      | Qualifications au championnat de l'ASEAN de football      |
| 17 octobre 2008  | Phnom Penh          | Cambodge - Laos | 3-2      | Qualifications au championnat de l'ASEAN de football      |
| 22 octobre 2010  | Vientiane           | Laos - Cambodge | 0-0      | Tour préliminaire du Championnat de l'ASEAN de football   |
| 29 juin 2011     | Phnom Penh          | Cambodge - Laos | 4-2      | 1er tour éliminatoires de la coupe du monde               |
| 3 juillet 2011   | Vientiane           | Laos - Cambodge | 6-2 a.p. | 1er tour éliminatoires de la coupe du monde               |
| 7 octobre 2012   | Rangoun Birmanie    | Laos - Cambodge | 1-0      | Qualifications au championnat de l'ASEAN de football      |
| 12 octobre 2014  | Vientiane Laos      | Laos - Cambodge | 3-2      | Qualifications au championnat de l'ASEAN de football      |
| 2 juin 2015      | Phnom Penh Cambodge | Cambodge - Laos | 1-1      | Match amical                                              |
| 29 août 2015     | Bangkok Thaïlande   | Laos - Cambodge | 2-1      | Match amical                                              |
| 15 octobre 2016  | Phnom Penh Cambodge | Cambodge - Laos | 2-1      | Qualifications au championnat de l'ASEAN de football      |

## E

### Émirats arabes unis
Confrontations entre les Émirats arabes unis et le Laos :
| Date              | Lieu      | Match                      | Score | Compétition  |
| ----------------- | --------- | -------------------------- | ----- | ------------ |
| 5 octobre 2013    | Shenzhen  | Émirats arabes unis - Laos | 2-0   | Match amical |
| 7 juin 2017       | Shah Alam | Émirats arabes unis - Laos | 4-0   | Match amical |
| 11 septembre 2018 | Palamós   | Émirats arabes unis - Laos | 3-0   | Match amical |

#### Bilan
Au 12 avril 2019 :
- Total de matchs disputés : 3
- Victoires de l'équipe des Émirats arabes unis : 3
- Victoires de l'équipe du Laos : 0
- Matchs nuls : 0

## G

### Guam
Confrontations entre Laos et Guam :
| Date             | Lieu      | Match       | Score | Compétition |
| 16 novembre 2013 | Vientiane | Laos - Guam | 1-1   | Amical      |

Bilan
- Total de matchs disputés : 1
- Victoires de l'équipe du Laos : 0
- Match nul : 1
- Victoires de l'équipe de Guam : 0

## M

### Macao

#### Confrontations
Confrontations entre Macao et le Laos :
|   | Date            | Lieu    | Match        | Score | Compétition                     |
| - | --------------- | ------- | ------------ | ----- | ------------------------------- |
| 1 | 6 novembre 2016 | Kuching | Macao - Laos | 4-1   | AFC Solidarity Cup 2016 (gr. B) |
| 2 | 2 octobre 2017  | Macao   | Macao - Laos | 3-1   | Match amical                    |

#### Bilan
Au 9 avril 2019 :
- Total de matchs disputés : 2
- Victoires de Macao : 2
- Matchs nuls : 0
- Victoires du Laos : 0
- Total de buts marqués par Macao : 7
- Total de buts marqués par le Laos : 2

### Maldives

#### Confrontations
Confrontations entre les Maldives et le Laos :
|   | Date              | Lieu      | Match           | Score | Compétition                                                  |
| - | ----------------- | --------- | --------------- | ----- | ------------------------------------------------------------ |
| 1 | 13 mai 2014       | Malé      | Maldives - Laos | 7-1   | Match amical                                                 |
| 2 | 6 septembre 2016  | Malé      | Maldives - Laos | 4-0   | Éliminatoires de la Coupe d'Asie des nations 2019 (barrages) |
| 3 | 11 septembre 2016 | Vientiane | Laos - Maldives | 1-1   | Éliminatoires de la Coupe d'Asie des nations 2019 (barrages) |

#### Bilan
Au 6 avril 2019 :
- Total de matchs disputés : 3
- Victoires des Maldives : 2
- Matchs nuls : 1
- Victoires du Laos : 0
- Total de buts marqués par les Maldives : 12
- Total de buts marqués par le Laos : 2

## T

### Timor oriental

#### Confrontations
Confrontations entre le Laos et le Timor oriental :
|   | Date             | Lieu       | Match                 | Score | Compétition                                     |
| - | ---------------- | ---------- | --------------------- | ----- | ----------------------------------------------- |
| 1 | 16 novembre 2006 | Bacolod    | Laos - Timor oriental | 3-2   | Championnat de l'ASEAN 2007 (tour préliminaire) |
| 2 | 25 octobre 2008  | Phnom Penh | Laos - Timor oriental | 2-1   | AFF Suzuki Cup 2008 (tour préliminaire)         |
| 3 | 26 octobre 2010  | Vientiane  | Laos - Timor oriental | 6-1   | AFF Suzuki Cup 2010 (tour préliminaire)         |
| 4 | 9 octobre 2012   | Rangoun    | Timor oriental - Laos | 3-1   | AFF Suzuki Cup 2012 (tour préliminaire)         |
| 5 | 18 octobre 2014  | Vientiane  | Laos - Timor oriental | 2-0   | AFF Suzuki Cup 2014 (tour préliminaire)         |
| 6 | 18 octobre 2016  | Phnom Penh | Timor oriental - Laos | 1-2   | AFF Suzuki Cup 2016 (tour préliminaire)         |
| 7 | 3 décembre 2017  | Taipei     | Laos - Timor oriental | 2-1   | Match amical                                    |

#### Bilan
Au 11 avril 2019 :
- Total de matchs disputés : 7
- Victoires du Laos : 6
- Match nul : 0
- Victoires du Timor oriental : 1
- Total de buts marqués par le Laos : 18
- Total de buts marqués par le Timor oriental : 9